# Jevgenij Kuzněcov
Jevgenij Jevgeňjevič Kuzněcov (Евгений Евгеньевич Кузнецов; * 19. května 1992 Čeljabinsk) je ruský hokejový útočník, hrající za tým SKA Petrohrad v ruské KHL.

## Hráčská kariéra
S profesionálním hokejem začínal v rodném městě Čeljabinsk, kde debutoval v 3. ruské lize v sezóně 2007/08 a v KHL v sezóně 2009/10.
Byl draftován v roce 2010 v 1. kole, celkově 26. týmem Washington Capitals.
12.–13. ledna 2013 se zúčastnil KHL All-star game na straně Východu, za který vstřelil 4 branky.
23.08.2019 bylo prokázáno, že Jevgenij Kuzněcov měl pozitivní nález na kokain, mezinárodní hokejová federace IIHF potvrdila, že Jevgenij Kuzněcov bude na 4 roky vyloučen ze všech mistrovství světa a i Olympijských her. V květnu na mistrovství světa na Slovensku 2019 před zápasem s Českou republikou toto podezření bylo velmi pravděpodobné, nyní je to jisté.

## Ocenění a úspěchy
- 2010 MS-18 - All-Star Tým
- 2010 MS-18 - Top tří hráčů v týmu
- 2011 MSJ - All-Star Tým
- 2011 MSJ - Top tří hráčů v týmu
- 2012 KHL - Utkání hvězd
- 2012 KHL - Útočník měsíce ledna 2012
- 2012 KHL - Nejvíce vstřelených vítězných branek
- 2012 MSJ - All-Star Tým
- 2012 MSJ - Nejlepší útočník
- 2012 MSJ - Nejužitečnější hráč
- 2012 MSJ - Nejproduktivnější hráč
- 2012 MSJ - Top tří hráčů v týmu
- 2013 KHL - Utkání hvězd
- 2016 NHL - All-Star Game
- 2018 NHL - Nejlepší nahrávač v playoff
- 2018 NHL - Nejproduktivnější hráč v playoff
- 2022 NHL - All-Star Game

## Prvenství

### KHL
- Debut - 8. října 2009 (Traktor Čeljabinsk proti HK Dynamo Moskva)
- První asistence - 18. října 2009 (Traktor Čeljabinsk proti Dinamo Riga)
- První gól - 12. ledna 2010 (HK Lada Togliatti proti Traktor Čeljabinsk, ruskému brankáři Alexej Anisimov)

### NHL
- Debut - 10. března 2014 (Washington Capitals proti Pittsburgh Penguins)
- První asistence - 14. března 2014 (Washington Capitals proti Vancouver Canucks)
- První gól - 25. března 2014 (Washington Capitals proti Los Angeles Kings, americkému brankáři Jonathan Quick)
- První hattrick - 23. října 2015 (Edmonton Oilers proti Washington Capitals)

## Klubové statistiky
| Sezóna       | Klub                     | Soutěž       |     | Základní část | Základní část | Základní část | Základní část | Základní část |    | Play off | Play off | Play off | Play off | Play off |
| Sezóna       | Klub                     | Soutěž       | Z   | G             | A             | B             | TM            | Z             | G  | A        | B        | TM       |          |          |
| 2007/2008    | Traktor Čeljabinsk 2     | 3.RSL        | 2   | 0             | 0             | 0             | 0             | —             | —  | —        | —        | —        |          |          |
| 2008/2009    | Traktor Čeljabinsk 2     | 3.RSL        | —   | —             | —             | —             | —             | —             | —  | —        | —        | —        |          |          |
| 2009/2010    | Traktor Čeljabinsk       | KHL          | 35  | 2             | 7             | 9             | 10            | 4             | 1  | 0        | 1        | 0        |          |          |
| 2009/2010    | Belie Medvedi Čeljabinsk | MHL          | 9   | 4             | 12            | 16            | 8             | 2             | 1  | 2        | 3        | 4        |          |          |
| 2010/2011    | Traktor Čeljabinsk       | KHL          | 44  | 17            | 15            | 32            | 30            | —             | —  | —        | —        | —        |          |          |
| 2010/2011    | Belie Medvedi Čeljabinsk | MHL          | 8   | 10            | 5             | 15            | 4             | 5             | 0  | 2        | 2        | 10       |          |          |
| 2011/2012    | Traktor Čeljabinsk       | KHL          | 49  | 19            | 21            | 40            | 30            | 12            | 7  | 2        | 9        | 10       |          |          |
| 2012/2013    | Traktor Čeljabinsk       | KHL          | 51  | 19            | 25            | 44            | 42            | 25            | 5  | 6        | 11       | 28       |          |          |
| 2013/2014    | Traktor Čeljabinsk       | KHL          | 31  | 8             | 13            | 21            | 12            | —             | —  | —        | —        | —        |          |          |
| 2013/2014    | Washington Capitals      | NHL          | 17  | 3             | 6             | 9             | 6             | —             | —  | —        | —        | —        |          |          |
| 2014/2015    | Washington Capitals      | NHL          | 80  | 11            | 26            | 37            | 24            | 14            | 5  | 2        | 7        | 8        |          |          |
| 2015/2016    | Washington Capitals      | NHL          | 82  | 20            | 57            | 77            | 32            | 12            | 1  | 1        | 2        | 8        |          |          |
| 2016/2017    | Washington Capitals      | NHL          | 82  | 19            | 40            | 59            | 46            | 13            | 5  | 5        | 10       | 8        |          |          |
| 2017/2018    | Washington Capitals      | NHL          | 79  | 27            | 56            | 83            | 48            | 24            | 12 | 20       | 32       | 16       |          |          |
| 2018/2019    | Washington Capitals      | NHL          | 76  | 21            | 51            | 72            | 50            | 7             | 1  | 5        | 6        | 2        |          |          |
| 2019/2020    | Washington Capitals      | NHL          | 63  | 19            | 33            | 52            | 40            | 8             | 3  | 2        | 5        | 4        |          |          |
| 2020/2021    | Washington Capitals      | NHL          | 41  | 9             | 20            | 29            | 18            | 3             | 0  | 0        | 0        | 0        |          |          |
| 2021/2022    | Washington Capitals      | NHL          | 79  | 24            | 54            | 78            | 44            | 6             | 2  | 3        | 5        | 2        |          |          |
| 2022/2023    | Washington Capitals      | NHL          | 81  | 12            | 43            | 55            | 56            | —             | —  | —        | —        | —        |          |          |
| 2023/2024    | Washington Capitals      | NHL          | 43  | 6             | 11            | 17            | 24            | —             | —  | —        | —        | —        |          |          |
| 2023/2024    | Carolina Hurricanes      | NHL          | 20  | 2             | 5             | 7             | 6             | 10            | 4  | 2        | 6        | 4        |          |          |
| 2024/2025    | SKA Petrohrad            | KHL          | 39  | 12            | 25            | 37            | 38            | 6             | 1  | 2        | 3        | 6        |          |          |
| Celkem v NHL | Celkem v NHL             | Celkem v NHL | 743 | 173           | 402           | 575           | 394           | 97            | 33 | 40       | 73       | 52       |          |          |
| Celkem v KHL | Celkem v KHL             | Celkem v KHL | 249 | 77            | 106           | 183           | 162           | 47            | 14 | 10       | 24       | 44       |          |          |

## Reprezentace
| Rok                       | Tým                       | Soutěž                    | Z  | G  | A  | B  | TM |
| ------------------------- | ------------------------- | ------------------------- | -- | -- | -- | -- | -- |
| 2009                      | Rusko 17                  | MS-17                     | 5  | 6  | 4  | 10 | 6  |
| 2009                      | Rusko 18                  | MS-18                     | 7  | 6  | 7  | 13 | 10 |
| 2010                      | Rusko 18                  | MS-18                     | 7  | 5  | 7  | 12 | 6  |
| 2010                      | Rusko 20                  | MSJ                       | 6  | 2  | 0  | 2  | 10 |
| 2011                      | Rusko 20                  | MSJ                       | 7  | 4  | 7  | 11 | 4  |
| 2012                      | Rusko 20                  | MSJ                       | 7  | 6  | 7  | 13 | 4  |
| 2012                      | Rusko                     | MS                        | 10 | 2  | 4  | 6  | 4  |
| 2013                      | Rusko                     | MS                        | 3  | 1  | 0  | 1  | 2  |
| 2014                      | Rusko                     | MS                        | 10 | 1  | 1  | 2  | 4  |
| 2016                      | Rusko                     | MS                        | 6  | 1  | 1  | 2  | 0  |
| 2016                      | Rusko                     | SP                        | 4  | 2  | 0  | 2  | 6  |
| 2017                      | Rusko                     | MS                        | 5  | 1  | 2  | 3  | 6  |
| 2019                      | Rusko                     | MS                        | 10 | 2  | 4  | 6  | 6  |
| Juniorská kariéra celkově | Juniorská kariéra celkově | Juniorská kariéra celkově | 39 | 29 | 32 | 61 | 40 |
| Seniorská kariéra celkově | Seniorská kariéra celkově | Seniorská kariéra celkově | 48 | 10 | 12 | 18 | 28 |